# Altevatndomen
Altevatndomen (norska: Altevanndommen) är ett norskt rättsfall om samiska renbetes- och fiskerättigheter.
Målet hade väckts av samer i Saarivuoma sameby i Sverige, vars betesrätt på norsk sommarbetesmark norr om Altevatnet norr om Torne träsk, samt fiskerätt, inskränktes av dämning av sjön för kraftverk nedströms. Altevatndomen fastställdes 1968 av Norges högsta domstol, Høyesteretten. Den anses som en milstolpe beträffande frågan om samiska upparbetade rättigheter enligt alders tids bruk, det norska uttrycket som nära motsvarar urminnes hävd. Högsta domstolen avgjorde senare samma år Brekken-målet med en dom med samma innebörd.
Domen slår också fast att renbetesdriften har ett expropriationsrättsligt skydd:
| ”                                    | ...den foreliggende neddemning er et inngrep i en så fast og konsentrert bruk av beite og fiske ved Altevann at eksproprianten må betale erstatning. | „ |
| – Altevanndomen, Rt. 1968, sidan 429 | |   |

Altevatndomen och Brekkendomen fick dock inget omedelbart genomslag inom norsk förvaltning, som fortsatte att betrakta rendrift som "tålt bruk" och belade samenäringen med större inskränkningar än vad skulle vara acceptabelt för bruksrätt som vilar på sedvana. Först år 1996 gav Landbruksdepartementet klart uttryck för att rendriften vilar på urminnes hävd. BeträffandeStatskogs mark i Finnmark fylke förändrades förhållningssättet radikalt först med och Finnmarkslagen 2005 och upprättandet av Finnmarksfastigheten.
I domen fastslås också att de svenska samerna fanns i Altavatn-området redan ett hundra år innan gränsen fastställdes i Strömstadstraktaten 1751. Domen har dock inte hjälpt Saarivuoma sameby att hävda rätten till sommarbetesmarker på den norska sidan av gränsen, sedan 1972 års svensk-norska renbeteskonvention löpte ut 2005 och Norge ensidigt inskränkte svenska samers utnyttjande av betena. Samebyn har hittills utan framgång hänvisat till Altavatndomen gentemot den norska reinbetesforvaltningen.